# 44-es busz (Budapest)
A budapesti 44-es jelzésű autóbusz az Örs vezér tere és a Centenáriumi lakótelep, Budapesti út között közlekedik. A vonalat az ArrivaBus és a Budapesti Közlekedési Zrt. üzemelteti.
A Centenáriumi lakótelepen körforgalomként közlekedik a Baross Gábor utca – Margit utca – Futórózsa utca – Budapesti út – Arany János utca – Margit utca – Baross Gábor utca útvonalon.

## Története
Korábban 44-es jelzéssel a Nagyvárad tér és Ecseri út, a Szabadsajtó út és Cinkota, illetve a Madách tér és Cinkota, Gyógyszergyár között közlekedtek buszok. 1960. augusztus 20-ától a Madách tértől a rákosszentmihályi Budapesti útig jártak, a kieső szakaszon a 92-es buszok pótolták. 1961. június 15-étől 44Y jelzéssel a Madách tér és Cinkota között újra jártak buszok. 1970. április 2-án megszűnt a 44-es, a 44A és a 44Y, helyettük 144-es és 144A jelzéssel gyorsjáratokat indítottak az Örs vezér terétől a Budapesti útig és a Békési Imre utcáig (a 44A indulásának időpontja ismeretlen). 1977. január 1-jén a 144-es jelzése 44-esre, a 144A jelzése 44A-ra módosult, utóbbi 1982 első felében megszűnt, majd 1987-ben újraindították, a 44-es buszt pedig meghosszabbították a Szlovák útig. 2007. augusztus 20-án megszűnt a 44-es és a 44A busz is, helyettük 44-es jelzéssel indítottak új járatot az Örs vezér tere és a Centenáriumi lakótelep között.
2021. október 16-ától hétvégente és ünnepnapokon, 2025. május 5-étől pedig munkanapokon 20 óra után is az autóbuszokra kizárólag az első ajtón lehet felszállni, ahol a járművezető ellenőrzi az utazási jogosultságot.

## Útvonala
| Örs vezér tere → Centenáriumi lakótelep → Örs vezér tere | Örs vezér tere → Centenáriumi lakótelep → Örs vezér tere |
| --- | -------------------------------------------------------- |
| Örs vezér tere M+H vá. – Füredi utca – Nagy Lajos király útja – Kerepesi út – Veres Péter út – Baross Gábor utca – Margit utca – Futórózsa utca – Budapesti út – Arany János utca – Margit utca – Baross Gábor utca – Veres Péter út – Kerepesi út – Örs vezér tere M+H vá. |                                                          |

## Megállóhelyei
| 0  | Örs vezér tere M+H végállomás    | 17 | 10, 31, 32, 45, 67, 85, 85E, 97E, 131, 144, 161, 161A, 161E, 168E, 169E, 174, 176E, 231, 244, 276E, 277 80, 81, 82, 82A 3, 62, 62A 419 | Metróállomás, Autóbusz-állomás, HÉV-állomás, Volánbusz-állomás, Sugár üzletközpont, Árkád bevásárlóközpont |
| 3  | Örs vezér tere M+H (Kerepesi út) | ∫  | 45, 67, 176E, 276E 410, 430, 440, 441, 484, 485, 486, 505, 510 1040, 1049, 1070, 1075, 1077, 1078                                      | Metróállomás, Autóbusz-állomás, Volánbusz-állomás, HÉV-állomás, Sugár üzletközpont, Árkád bevásárlóközpont |
| 5  | Rákosfalva H                     | 14 | 45, 67 | HÉV-állomás                                                                                                |
| 6  | Egyenes utcai lakótelep          | 12 | 45, 176E, 276E | Egyenes utcai lakótelep                                                                                    |
| 8  | Nagyicce H                       | 10 | 45, 277 410, 440, 441 1040, 1049, 1077, 1078                                                                                           | HÉV-állomás                                                                                                |
| 9  | Lándzsa utca (↓) Thököly út (↑)  | 9  | 45, 176E, 276E, 277 | |
| 11 | Sashalom H                       | 8  | 45, 92, 92A | HÉV-állomás                                                                                                |
| 13 | Fuvallat utca                    | 6  | 92, 92A | |
| 14 | Jókai Mór utca (Rendőrség)       | 6  | 46, 92, 92A, 146, 176E, 276E 410, 440, 441                                                                                             | XVI. kerületi rendőrség                                                                                    |
| 15 | Mátyásföld, repülőtér H          | 5  | 46, 92, 92A, 146, 176E, 276E | HÉV-állomás                                                                                                |
| 17 | Gida utca                        | 3  | 46, 146 | |
| 18 | Centenáriumi lakótelep           | ∫  | 244 | Centenáriumi lakótelep                                                                                     |
| 19 | Futórózsa utca                   | ∫  | 244 | |
| 20 | Sasvár utca                      | ∫  | 244 | |
| ∫  | Margit utca                      | 2  | 46, 146, 244 | Centenáriumi lakótelep                                                                                     |
| ∫  | Sasvár utca                      | 1  | 46, 146, 244 | |
| ∫  | Olga utca                        | 0  | 244 | |
| 22 | Budapesti út végállomás          | 0  | 244 | |